# کلیسای جامع سنت آندرو (سن پترزبورگ)

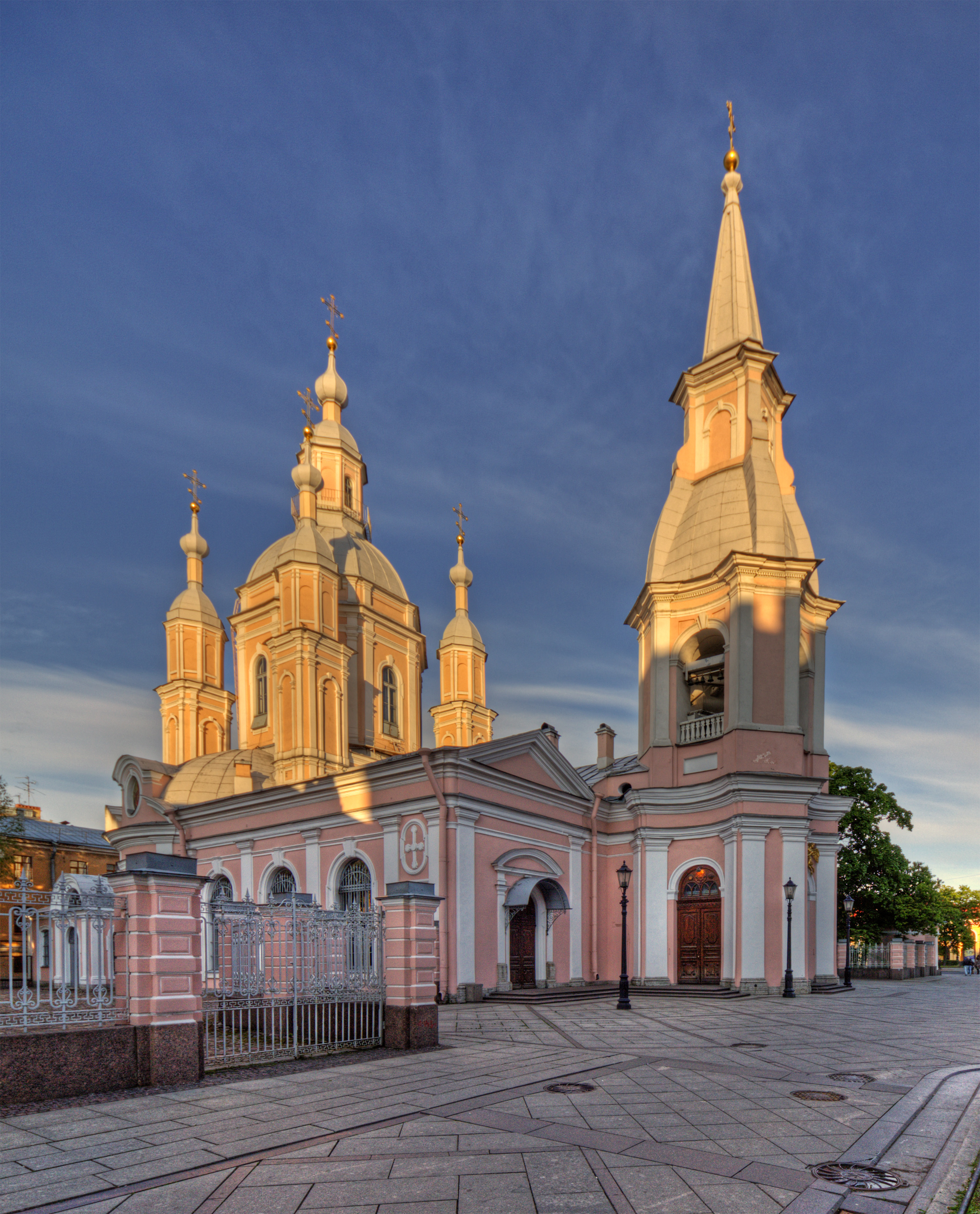
کلیسای جامع سنت اندرو در جزیره واسیلیفسکی

کلیسای جامع سنت آندرو (روسی: Андреевский собор) آخرین کلیسای جامع باروک است که در سن پترزبورگ روسیه ساخته شده‌است.
کلیسای جامع در زمان پتر کبیر به عنوان اولین کلیسای روسیه به نام سنت اندرو ساخته شد. مشهورترین معمار کشورهای اسکاندیناوی، نیکودموس تسین، فراخوانده شد تا کلیسایی را طراحی کند که شبیه باسیلیکای سنت پیتر در رم و طول آن بالغ بر ۴۳۰ متر باشد.
زمانی تسین طراحی‌های خود را ارائه کرد، که تزار کشته شده بود و این پروژه پر هزینه به حالت تعلیق درآمد. دو سال بعد، جوزپه ترزینی، یک معمار شهری در سن‌پترزبورگ، در پشت ساختمان دوازده کالج یک کلیسای کوچک چوبی ساخته بود که در تاریخ ۸ اکتبر ۱۷۳۲ توسط فوفان پروکوپویچ به نام سنت اندرو تقدیس شد.

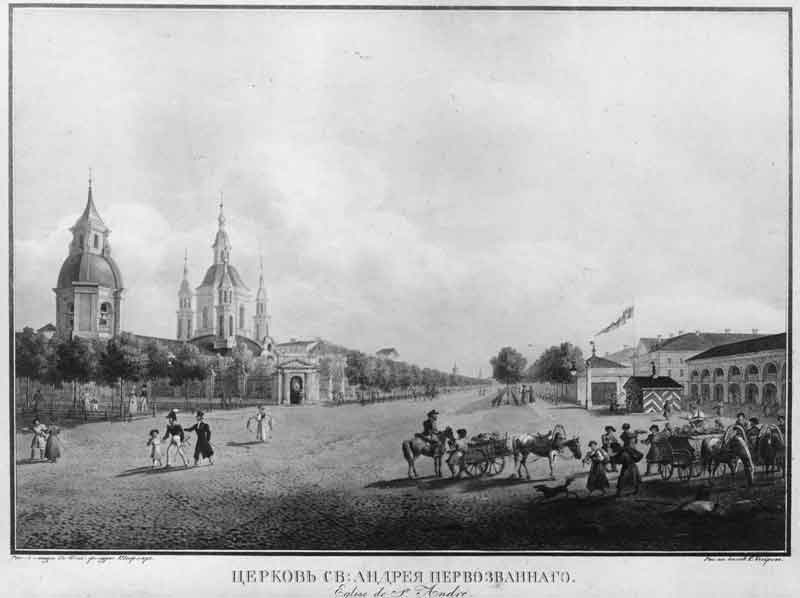
نمای کلیسای جامع در قرن نوزدهم

در ۴ ژوئیه ۱۷۶۱ کلیسای جامع چوبی در اثر اصابت صاعقه به‌طور کامل سوخت. معمار الکساندر ویست (۹۴–۱۷۲۲) وظیفه طراحی ساخت کلیسای جدید از سنگ را به عهده گرفت. اگرچه کلیسا در ۱۸ ژوئیه ۱۷۶۴ تأسیس شد، اما ساخت و تکمیل کلیسا ۲۲ سال طول کشید. تأخیر به دلیل فروپاشی محوطه آن در ۶ اوت ۱۷۶۶ بود، فاجعه‌ای که باعث شد معمار آن بازداشت شود. سپس در ۲۱ مارس ۱۷۸۰ کلیسای جامع تقدیس شد.

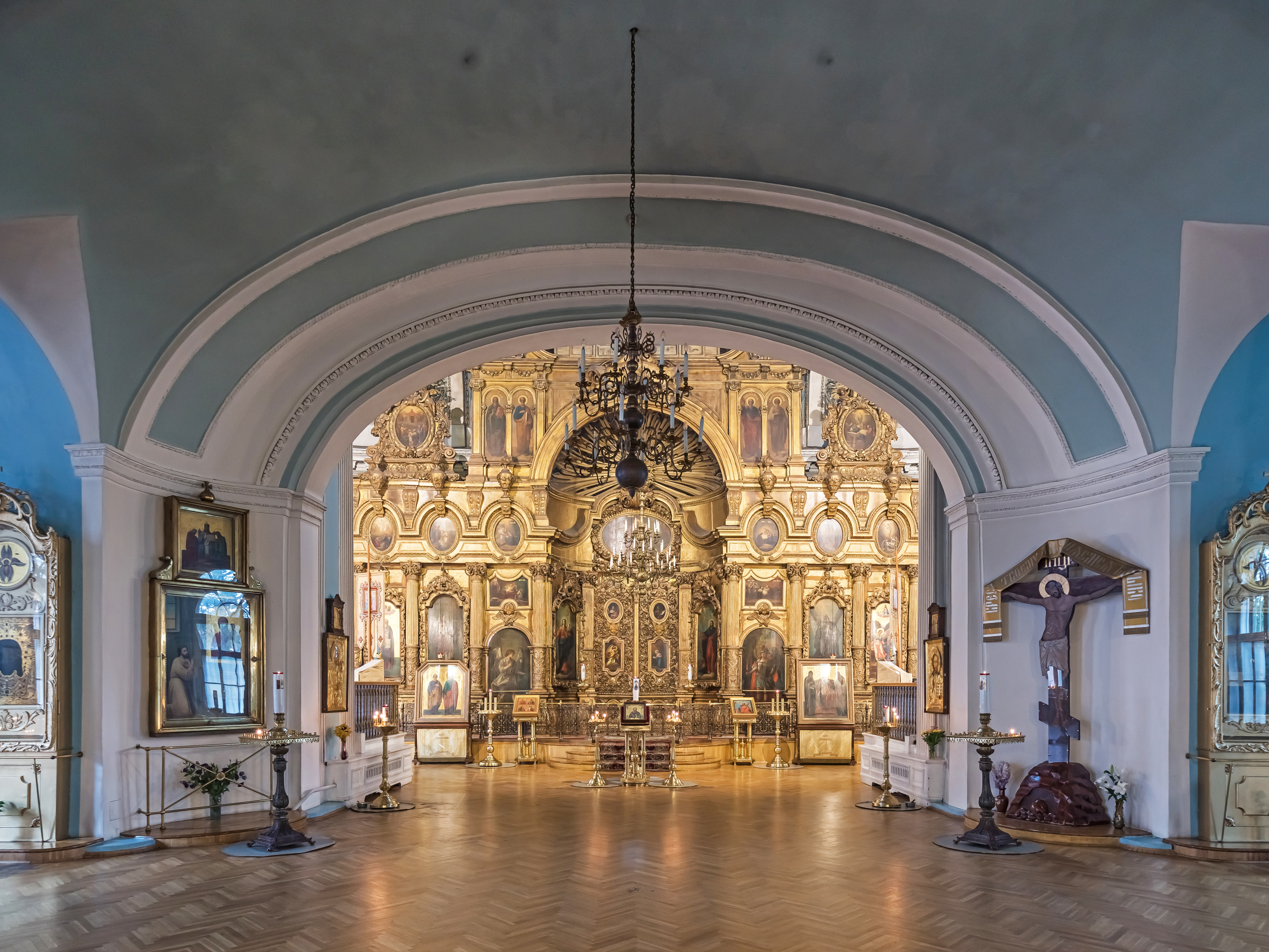
نمای داخلی کلیسای جامع سنت اندرو